# Ninjabread Man
Ninjabread Man è un videogioco a piattaforme sviluppato e pubblicato dalla Data Design Interactive. Il gioco fu distribuito per PlayStation 2 e Microsoft Windows in Europa nel luglio del 2005. In seguito, fu pubblicata una conversione del gioco per Wii nel settembre del 2007 in Europa e Australia e nell'ottobre dello stesso anno in Nord America. La versione per Wii fu pubblicata come parte della linea di videogiochi per Wii "Popcorn Arcade".

## Modalità di gioco
Ninjabread Man è un videogioco a piattaforme di avventura dinamica. Il gioco comprende in totale quattro livelli, di cui il primo è un livello tutorial. Per poter procedere e sbloccare il livello successivo, il giocatore deve raccogliere otto barre del potere per attivare una pedana del teletrasporto. Ninjabread Man può attaccare i suoi nemici con una spada da samurai (scuotendo il Wii Remote nella versione Wii del gioco), ma anche lanciando shuriken dalla distanza (usando le funzionalità del Wii Remote per prendere la mira, sempre nella versione Wii).

## Sviluppo
Ninjabread Man fu pensato per essere una re-immaginazione del classico per Commodore Amiga Zool, largamente accolto positivamente dalla critica nel 1992. La Zoo Digital Publishing allora incaricò la Data Design Interactive di re-immaginare Zool come gioco in 3D per un'eventuale uscita su PlayStation 2 e GameCube. Tuttavia, la Zoo Digitale Publishing rimase negativamente impressionata dai risultati e abbandonò il progetto. La DDI, al contrario, optò per continuare il progetto, ma cambiando il tema e il personaggio, creando appunto Ninjabread Man.

## Seguito
Qualche giorno dopo l'uscita di Ninjabread Man venne pubblicato Anubis II, videogioco della Data Design Interactive, reskin del gioco originale. Nell'agosto 2005 uscì Myth Makers: Trixie in Toyland (parte della serie Myth Makers), un ulteriore reskin del gioco. Nel 2007 invece fu rilasciato Rock 'n' Roll Adventures, che ancora una volta riprende le meccaniche dei giochi precedenti, cambiando esclusivamente le texture.
Il 23 gennaio 2008, fu annunciato un sequel del titolo, chiamato Ninjabread Man - Blades of Fury. Nonostante ciò, non fu mai rilasciato, e Data Design Interactive chiuse nel 2012.